# 아이치 대학
아이치대학(愛知大学)은 주부지방(아이치현)에 위치한 인문사회계열 유명 사립대학이다. 대학본부는 나고야시에 위치하며 대학의 약칭은 아이다이(愛大)이다. 주부지방의 닛토코마센으로 알려져 있는 난아이메이추(南愛名中) 대학군에 '아이(愛)'를 담당하고 있으며 일본 내 중국어의 명문대학으로 알려져 있다

## 연혁
아이치 대학의 전신은 1901년 중국 상하이시에 설립된 동아동문서원(東亜同文書院)이다. 1946년 아이치현 도요하시시에 설립된 중부지구 유일의 구제법문계(旧制法文系) 대학이다.
- 1946년 : 재단법인 아이치 대학 설립.
- 1947년 : 법경학부(法経学部) 설치.
- 1949년 : 신제 아이치 대학 발족 (학부: 법경학부, 문학부).
- 1951년 : 나고야분교(현 쿠라미치(車道) 캠퍼스) 이전확장.
- 1953년 : 대학원 법학연구과 석사과정, 경제학연구과 석사과정 설치.
- 1958년 : 문학부 철학과 설치.
- 1962년 : 경영회계 연구소(1990년 경영종합과학연구소로 개칭) 설치.
- 1968년 : 중일대사전(中日大辞典) 초판발행.
- 1988년 : 나고야 캠퍼스(현 미요시 시) 개교.
- 1998년 : 교양학부 폐지. 국제 커뮤니케이션 학부 설치.
- 2002년 : 외국인유학생 별과 개설. 단기대학부 유학생별과 폐지.
- 2004년 : 쿠루마미치(車道) 캠퍼스 개설.
- 2011년 : 지역정책학부 설치.
- 2012년 : 신(新) 나고야 캠퍼스 개교.
- 2015년 : 인문사회학 연구소 설치.

## 캠퍼스
- 쿠루마미치(車道) 캠퍼스: 대학 본부 캠퍼스.
- 아이치현 나고야시 히가시구 츠츠이(筒井) 2-10-31.
- 나고야(名古屋) 캠퍼스: 법학부, 경제학부, 경영학부, 현대중국학부, 국제커뮤니케이션학부 캠퍼스.
- 아이치현 나고야시 나카무라구 히라이케초(平池町) 4-60-6.
- 도요하시(豊橋) 캠퍼스: 문학부, 지역정책학부, 단기대학부 캠퍼스.
- 아이치현 도요하시시 마치하타초(町畑町) 1-1.

## 조직

### 학부
- 법학부
  - 법학과
- 경제학부
  - 경제학과
- 경영학부
  - 경영학과
  - 회계파이낸스학과
- 현대중국학부
  - 현대중국학과
- 국제커뮤니케이션학부
  - 영어학과
  - 국제교양학과
- 문학부
  - 인문사회학과
- 지역정책학부
  - 지역정책학과
- 단기대학부
  - 라이프디자인종합학과

### 대학원
- 법학 연구과
- 경제학 연구과
- 경영학 연구과
- 중국 연구과
- 국제커뮤니케이션 연구과
- 문학 연구과
- 법무 연구과 (법과대학원)

### 부속 기관
- 도서관
- 정보 미디어 센터
- 국제 비지니스 센터
- 국제문제 연구소
- 경영종합과학 연구소
- 중일대사전(中日大辞典) 편찬소
- 국제 중국학 연구센터(ICCS)
- 종합 향토(郷土) 연구소
- 주부 지방 산업 연구소
- 인문 사회학 연구소
- 동아동문서원 대학(東亜同文書院大学) 기념 센터
- 산엔난신(三遠南信) 지역 제휴 연구센터

## 한국 대학과의 관계
- 중앙대학교
- 건국대학교
- 단국대학교